# 隘勇
隘勇，是臺灣清治時期為防範原住民攻擊，以保護國家邊界的邊防制度，關於隘勇的設立可追溯至「土牛界線」的劃設。清治末期，轉為侵墾山區資源，而逐步向東擴張領土的制度。於臺灣殖民史中，扮演重要的角色。

## 歷史

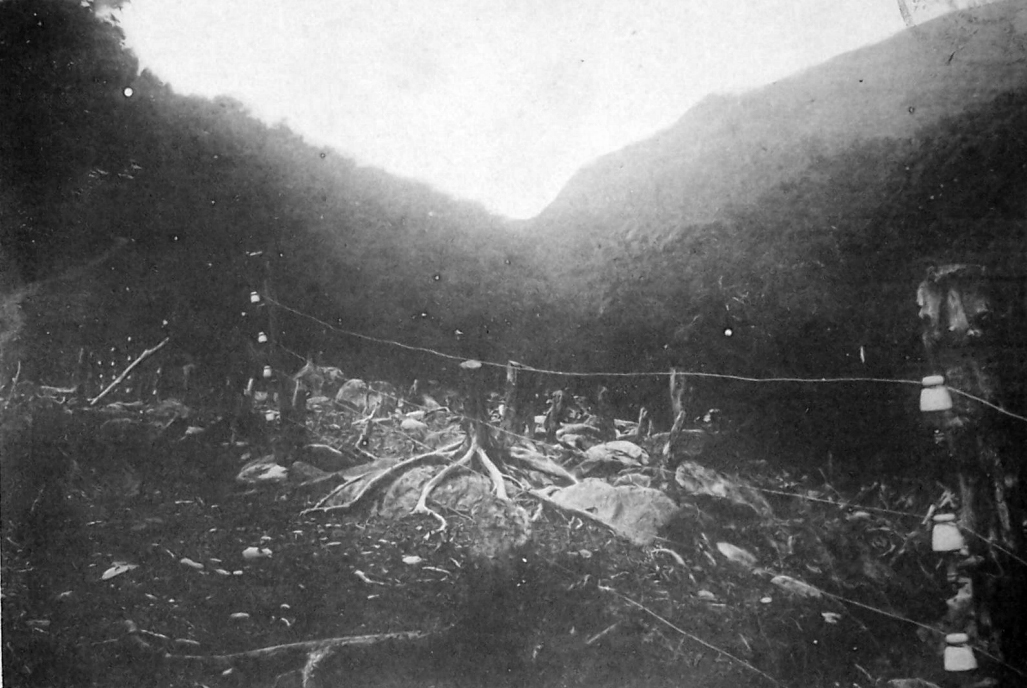
隘勇線

清代的台灣隘勇制度初為保障土地墾殖，至清末官隘與私隘並存，光緒元年(1875)時廢除先前的理蕃概念，開始「開山撫番」並設立招撫局，並由丁日昌擬定善後章程，並出現撫番公局與招墾局。自光緒十二年（1886年）廢除私隘併入官隘，直屬臺灣撫墾局，並設置撫墾大臣並由劉銘傳兼任。日治時期沿襲清末的隘勇制度，設隘寮置隘勇駐守，將原住民居住的山地區域與其附近山腰或平地，做一明顯的界線切割。利用鐵絲電網、木牆或哨站所延伸或拓展的防衛線稱為隘勇線。被當局僱用，用以防守隘勇線的人員稱為隘勇，民間或受政府補助僱用的防守人員則稱為隘丁。
明治三十五年（1902年）南庄事件後取消隘勇補助，當局政策轉為利用武力，向隘勇線推進，強迫原住民政權歸順、搬遷，致使其固有領土喪失。四十三年（1910年）臺灣總督佐久間左馬太開始進行五年理蕃計畫，以軍隊討伐、推進隘勇線並架設通電網等方法，對原住民施行鎮壓。接著又實施地理調查與測繪地圖，調查蕃地的農業狀況、土地安全、礦物資源，準備開發山區資源。自大正五年至六年（1916年–1918年）起，因原住民反抗漸弱，各地的隘勇線便逐步裁撤。在理蕃道路修築完成後，九年（1920年）大部分隘勇線皆已撤除，十五年（1926年）全面廢除隘勇制度。

## 隘勇線的推進與發展
隘勇的發展原因大致有二，其一是為了控制資源的經濟導向，其二為鎮壓原住民以保平穩。而北部因盛產樟腦，因此成了最先推進隘勇線之地。而後因為理番資金擴張，於是於明治三十九年(1906)開始大規模推進隘勇線，但造成的結果是因擴張過快造成單位名稱紊亂，明治四十三年(1910)民政長官大島久滿次通令各廳統一擴張隘勇線指揮體系及名稱。

### 隘勇工程
因隘勇線本質上是防禦設施因此亦有設置防禦工程，其材料多以木、竹、土、石等易見的材料修築，並且於主要通道中設有通電鐵絲網、地雷、副防禦建築等。並且會因重要程度不同有分級管理，並劃有三等。

### 隘路與寮舍
隘路是隘勇線主要工程，亦是為了方便巡查與長官視察的道路，雖本質上屬於臨時性的道路，但屬於修建隘勇線絕對必須工程，而路況約90-180公分寬，且多沿著陵線鋪設。寮舍是給隘勇或警備人員居住的地方，屬於臨時性的防禦住所，因此居住條件並不特別優秀，飲用水充足、土地乾燥、能避雨即可，且因分布地不同，因此材料選擇上亦有不同，常因地制宜建造。

## 隘勇線列表
| 名稱         | 所在地             | 隘勇數 |
| ------------ | ------------------ | ------ |
| 景尾隘勇線   | 臺北縣景尾辦務署   | 60     |
| 三角湧隘勇線 | 臺北縣三角湧辦務署 | 220    |
| 新竹隘勇線   | 新竹縣新竹辦務署   | 330    |
| 苗栗隘勇線   | 臺中縣苗栗辦務署   | 350    |
| 台中隘勇線   | 臺中縣台中辦務署   | 420    |
| 南投隘勇線   | 臺中縣南投辦務署   | 29     |
| 宜蘭隘勇線   | 宜蘭廳宜蘭辦務署   | 140    |
| 羅東隘勇線   | 宜蘭廳羅東辦務署   | 90     |
| 六龜隘勇線   | 高雄州旗山郡蕃地   |        |